# لیندسی پرایس
لیندسی پرایس (انگلیسی: Lindsay Price) ( زادهٔ ۶ دسامبر ۱۹۷۶) یک هنرپیشه اهل ایالات متحده آمریکا است.
از فیلم‌ها یا مجموعه‌های تلویزیونی که وی در آن‌ها نقش داشته است می‌توان به خیابان تنهایی و بورلی هیلز، ۹۰۲۱۰  اشاره نمود.